# 461 Ocean Boulevard
461 Ocean Boulevard je druhé sólové studiové album anglického hudebníka Erica Claptona. Vydalo jej v červenci roku 1974 hudební vydavatelství RSO Records. Jeho producentem byl Tom Dowd a nahráno bylo během dubna a května 1974 ve studiu Criteria Studios v Miami. Na obalu alba se nachází dům číslo 461 na ulici Ocean Boulevard ve městě Golden Beach. Na albu se nachází celkem deset písní, jde převážně o coververze; nachází se zde například píseň „I Shot the Sheriff“ původně od Boba Marleyho.

## Seznam skladeb
| Pořadí | Název                    | Autor                   | Délka |
| ------ | ------------------------ | ----------------------- | ----- |
| 1.     | Motherless Children      | tradicionál             | 4:55  |
| 2.     | Give Me Strength         | Eric Clapton            | 2:51  |
| 3.     | Willie and the Hand Jive | Johnny Otis             | 3:31  |
| 4.     | Get Ready                | Clapton, Yvonne Elliman | 3:50  |
| 5.     | I Shot the Sheriff       | Bob Marley              | 4:30  |
| 6.     | I Can't Hold Out         | Elmore James            | 4:10  |
| 7.     | Please Be with Me        | Charles Scott Boyer     | 3:25  |
| 8.     | Let It Grow              | Clapton                 | 4:57  |
| 9.     | Steady Rollin' Man       | Robert Johnson          | 3:14  |
| 10.    | Mainline Florida         | George Terry            | 4:05  |

## Obsazení
- Eric Clapton – zpěv, kytara, dobro
- Yvonne Elliman – zpěv
- Dick Sims – klávesy
- George Terry – kytara, zpěv
- Carl Radle – baskytara
- Jamie Oldaker – bicí, perkuse
- Al Jackson, Jr. – bicí
- Albhy Galuten – syntezátory, klavír, clavichord
- Tom Bernfield – doprovodné vokály
- Marcy Levy – harmonika, doprovodné vokály